# Attirala
Attirala, anciennement appelé Hatyarala, est un village du district de Kadapa dans l'État d'Andhra Pradesh en Inde. Il est situé au bord de la rivière Cheyyeru. 